# Siły Mobilizacji Ludowej

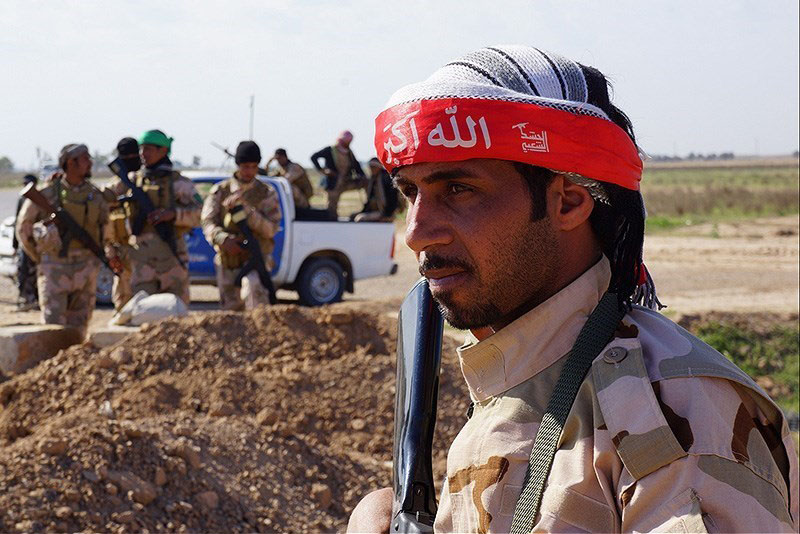
Bojownik Sił Mobilizacji Ludowej, kwiecień 2015, iracka prowincja Salah ad-Din

Siły Mobilizacji Ludowej (arab. ‏الحشد الشعبي‎ Al-Haszd asz-Szabi) – sojusz ponad czterdziestu formacji milicyjnych aktywnych przede wszystkim w Iraku, biorących w drugiej kolejności udział także w wojnie domowej w Syrii, walczących odpowiednio po stronie rządu irackiego przeciwko Państwu Islamskiemu oraz po stronie rządu syryjskiego. Większość milicji zrzesza szyitów, chociaż istnieją również mniej liczne formacje sunnickie i chrześcijańska. Formalnie milicje podporządkowane są rządowi irackiemu, jednak w rzeczywistości formacje szyickie uznają dowództwo irańskiego gen. Ghasema Solejmaniego, dowódcy Sił Ghods.

## Historia i struktura
Sojusz ponad czterdziestu milicji, w większości szyickich, z minimalnym udziałem sunnitów, został zawiązany w czerwcu 2014 na wezwanie ajatollaha Alego as-Sistaniego, który zaapelował do szyitów irackich o obronę kraju przed sunnickimi fundamentalistami z Państwa Islamskiego. Jego apel spotkał się z masowym odzewem.  Za autorytet duchowy członkowie milicji szyickich uważają irańskiego Najwyższego Przywódcę ajatollaha Alego Chameneiego, a za faktycznego dowódcę – gen. Ghasema Solejmaniego, dowódcę irańskich Sił Ghods. Teoretycznie dowództwo Sił Mobilizacji Ludowej odpowiada przed premierem Iraku, jednak realna kontrola władz irackich nad nimi jest ograniczona.
Milicje były tworzone i rozwijane pod kierunkiem Solejmaniego i innych oficerów Korpusu Strażników Rewolucji Islamskiej (który jest wzorem dla żołnierzy Sił Mobilizacji Ludowej) jeszcze przed wojną z Państwem Islamskim, niemal natychmiast po obaleniu rządów Saddama Husajna w Iraku. Walczyły wówczas z żołnierzami amerykańskimi (oraz innych państw koalicji) stacjonującymi w Iraku, a także atakowały sunnitów. Już w czasie wojny z Państwem Islamskim podawane były informacje o szkoleniu milicji – na znacznie mniejszą skalę – również przez oficerów tureckich, którzy szkolili nieliczne milicje sunnickie. Wśród szkolonych przez irańskich oficerów szyitów są nie tylko Irakijczycy, ale i obywatele Pakistanu oraz Afganistanu.
W marcu 2016 na czele Sił Mobilizacji Ludowej stał Abu Mahdi al-Muhandis. Liczebność milicji szacowana jest w granicach 100–120 tysięcy osób, chociaż podawane są również liczby o wiele wyższe, nawet milion ludzi. Wśród znaczących formacji należących do koalicji są Organizacja Badr (licząca 15 tys. bojowników), Liga Sprawiedliwych, Brygady Hezbollahu, Harakat Hezbollah an-Nudżaba, Kompanie Pokoju, Kompanie Dżihadu, Brygady Szlachetnych Męczenników, Saraja Tal'a al-Churasani, Saraja al-Atabat. Brygady Hezbollahu, związane z Hezbollahem libańskim, uważane są przez Stany Zjednoczone za organizację terrorystyczną, za terrorystów Amerykanie uważają również dowódców niektórych innych milicji. Według niektórych relacji uzbrojenie milicji jest znacznie lepsze, niż oddziałów armii irackiej.

### Udział w wojnie z Państwem Islamskim
Milicje szyickie przyczyniły się do powstrzymania ofensywy Państwa Islamskiego w Iraku latem 2014, w szczególności do uniemożliwienia skutecznego szturmu na Bagdad oraz do odzyskania Tikritu przez wojsko irackie. Z 30 tys. uczestników udanej irackiej operacji zakończonej odbiciem Tikritu z rąk dżihadystów blisko połowa (13 tys.) lub nawet 2/3 należała do milicji, zaś całą operacją przynajmniej na początkowym etapie dowodził Ghasem Solejmani. Po zdobyciu Tikritu członkowie milicji dopuścili się plądrowania i rabunków w mieście. Istotnie przyczyniając się do sukcesów Iraku w wojnie z Państwem Islamskim, milicje przyczyniły się równocześnie do zaostrzenia i tak już silnych konfliktów religijnych w kraju. W sierpniu 2014 Liga Sprawiedliwych i Brygady Hezbollahu odegrały znaczącą rolę w przełamaniu oblężenia Amirli przez IS. Podczas walk z Państwem Islamskim milicje dopuściły się zbrodni na cywilnej ludności sunnickiej, którą uznały za współwinną sukcesów wojskowych terrorystów. Według Amnesty International członkowie formacji bezkarnie zabijali i porywali sunnitów, motywując swoje działania zemstą za wcześniejsze zbrodnie Państwa Islamskiego. W 2015 milicje wzięły udział w wyzwoleniu Ramadi, jednak do samego miasta nie wkroczyły.
Udziałowi milicji w walkach z Państwem Islamskim sprzeciwiali się niektórzy przywódcy irackich sunnitów (m.in. Usama an-Nudżajfi), twierdzili oni że nie jest on konieczny. W styczniu 2015 premier Iraku Hajdar al-Abadi nakazał, by do Sił Mobilizacji Ludowej dołączyło 40 tys. ochotników sunnickich, którzy mają działać głównie w zdominowanych przez sunnitów prowincjach Salah ad-Din, Anbar i Niniwa. Mimo to w kwietniu 2016 politycy sunniccy ponownie sprzeciwili się udziałowi milicji w planowanej operacji, której celem ma być odzyskanie Mosulu z rąk Państwa Islamskiego. Z kolei dowódcy milicji oraz prezydent Iraku Fu’ad Masum podnosili, że operacja powiedzie się tylko wtedy, gdy wezmą w niej udział oddziały wojska irackiego, peszmergów i Sił Mobilizacji Ludowej. W maju 2016 Siły Mobilizacji Ludowej razem z armią iracką brały udział w odbiciu Al-Falludży z rąk IS. Ostatecznie, mimo kontrowersji, w październiku 2016 Siły Mobilizacji Ludowej wzięły udział w operacji mającej na celu odbicie Mosulu z rąk Państwa Islamskiego. W październiku roku następnego odegrały znaczącą rolę w odzyskaniu przez Irak kontroli nad Kirkukiem, który od 2014 r. był faktycznie kontrolowany przez Kurdów; władze irackie obawiały się proklamowania przez iracki Kurdystan niepodległości w związku z wynikami referendum w tej sprawie 25 września 2017.